# あらいきよしの星空ベストテン
『あらいきよしの星空ベストテン』（あらいきよしのほしぞらベストテン）は、栃木放送 (CRT) が1999年春まで放送していた邦楽のランキング番組。
1970年代に小田島建夫が担当していた洋楽・邦楽のランキング番組『オールとちぎベスト10』から、邦楽部門を分離・独立させる形でスタートした番組。パーソナリティは、小田島の後輩アナウンサーである新井清が務めていた。
本番組の終了後、栃木放送の邦楽ランキングカウントダウンは新井がディレクターを務める『Rie's Deli POP-J』（パーソナリティ：松井里恵）が引き継いでいる。そして2008年4月には、本番組の名を冠した『星ベスリターンズ』がスタートした。